# Punjab Football Club 2024-2025
Questa voce raccoglie le informazioni riguardanti il Punjab nelle competizioni ufficiali della stagione 2024-2025.

## Organico

### Rosa
| N. |                                 | Ruolo | Calciatore            |
| -- | ------------------------------- | ----- | --------------------- |
| 1  | India (bandiera)                | P     | Ravi Kumar            |
| 4  | India (bandiera)                | D     | Nikhil Prabhu         |
| 6  | India (bandiera)                | C     | Ricky Shabong         |
| 7  | Bosnia ed Erzegovina (bandiera) | C     | Asmir Suljić          |
| 9  | Norvegia (bandiera)             | A     | Mushaga Bakenga       |
| 10 | Argentina (bandiera)            | A     | Ezequiel Vidal        |
| 11 | India (bandiera)                | A     | Samuel Kynshi         |
| 12 | India (bandiera)                | D     | Khaiminthang Lhungdim |
| 14 | India (bandiera)                | D     | Melroy Assisi         |
| 16 | India (bandiera)                | C     | Vinit Rai             |
| 17 | India (bandiera)                | C     | Manglenthang Kipgen   |
| 20 | Grecia (bandiera)               | A     | Petros Giakoumakīs    |
| 23 | India (bandiera)                | C     | Ashis Pradhan         |
| 24 | Croazia (bandiera)              | C     | Filip Mrzljak         |
| 25 | India (bandiera)                | D     | Shami Singamayum      |

| N. |                     | Ruolo | Calciatore             |
| -- | ------------------- | ----- | ---------------------- |
| 26 | India (bandiera)    | D     | Likmabam Rakesh        |
| 27 | India (bandiera)    | D     | Tekcham Abhishek Singh |
| 28 | India (bandiera)    | C     | Denechandra Meitei     |
| 29 | India (bandiera)    | A     | Muhammad Suhail F      |
| 31 | India (bandiera)    | C     | Leon Augustine         |
| 33 | Croazia (bandiera)  | D     | Ivan Novoselec         |
| 35 | India (bandiera)    | D     | Pramveer Singh         |
| 44 | India (bandiera)    | C     | Ninthoinganba Meetei   |
| 45 | India (bandiera)    | D     | Nitesh Darjee          |
| 41 | India (bandiera)    | P     | Ayush Deshwal          |
| 74 | India (bandiera)    | D     | Suresh Meitei          |
| 77 | India (bandiera)    | C     | Nihal Sudeesh          |
| 78 | India (bandiera)    | P     | Muheet Shabir          |
| 99 | Slovenia (bandiera) | A     | Luka Majcen            |

### Altri giocatori
| N. |                  | Ruolo | Calciatore        |
| -- | ---------------- | ----- | ----------------- |
|    | India (bandiera) | C     | Princeton Rebello |

| N. |  | Ruolo | Calciatore |
| -- |  | ----- | ---------- |

### Staff tecnico
- Panagiotis Dilmperis - Allenatore
- Manish Timsina - Allenatore portieri
- Nikolaos Topoliatis - Direttore generale
- Giuseppe Cristaldi - Direttore tecnico

## Calciomercato
| Acquisti | Acquisti               | Acquisti        | Acquisti      |
| R.       | Nome                   | da              | Modalità      |
| -------- | ---------------------- | --------------- | ------------- |
| P        | Muheet Shabir          | Real Kashmir    | Definitivo    |
| P        | Ravi Kumar             |                 |               |
| P        | Ayush Deshwal          | Punjab FC B     | Definitivo    |
| D        | Shami Singamayum       | Punjab FC B     | Definitivo    |
| D        | Suresh Meitei          |                 |               |
| D        | Tekcham Abhishek Singh |                 |               |
| D        | Melroy Assisi          |                 |               |
| D        | Nitesh Darjee          |                 |               |
| D        | Nikhil Prabhu          |                 |               |
| D        | Khaiminthang Lhungdim  |                 |               |
| D        | Tejas Krishna          | Inter Kashi     | Fine prestito |
| D        | Ivan Novoselec         | Istiklol        | Definitivo    |
| D        | Likmabam Rakesh        | Kerala Blasters | Prestito      |
| C        | Vinit Rai              | Mumbai City     | Definitivo    |
| C        | Ninthoinganba Meetei   | Chennaiyin      | Definitivo    |
| C        | Ricky Shabong          |                 |               |
| C        | Manglenthang Kipgen    |                 |               |
| C        | Ashis Pradhan          |                 |               |
| C        | Leon Augustine         |                 |               |
| C        | Nihal Sudeesh          | Kerala Blasters | Prestito      |
| C        | Filip Mrzljak          | HNK Gorica      | Definitivo    |
| C        | Princeton Rebello      |                 | Svincolato    |
| C        | Denechandra Meitei     |                 |               |
| C        | Asmir Suljić           | Velež Mostar    | Definitivo    |
| A        | Samuel Kynshi          |                 |               |
| A        | Luka Majcen            |                 | Svincolato    |
| A        | Mushaga Bakenga        |                 | Svincolato    |
| A        | Ezequiel Vidal         |                 | Svincolato    |
| A        | Muhammad Suhail F      | Punjab FC B     | Definitivo    |

| Cessioni | Cessioni                 | Cessioni           | Cessioni      |
| R.       | Nome                     | a                  | Modalità      |
| -------- | ------------------------ | ------------------ | ------------- |
| P        | Kiran Chemjong           |                    | Svincolato    |
| P        | Abujam Penand Singh      | Punjab FC B        | Definitivo    |
| P        | Jaskaranvir Singh        | Punjab FC B        | Definitivo    |
| D        | Dīmītrīs Chatzīīsaias    |                    | Svincolato    |
| D        | Mohamed Salah            | Bengaluru          | Definitivo    |
| D        | Deepak Devrani           | Inter Kashi        | Definitivo    |
| D        | Tejas Krishna            | Rajasthan Utd      | Prestito      |
| C        | Amarjit Singh Kiyam      | Mohammedan         | Definitivo    |
| C        | Madih Talal              | East Bengal        | Definitivo    |
| C        | Juan Mera                |                    | Svincolato    |
| C        | Kingslee Fernandes       | Churchill Brothers | Definitivo    |
| C        | Sahil Tavora             |                    | Svincolato    |
| C        | Isaac Vanmalsawma        |                    | Svincolato    |
| C        | Sweden Fernandes         | Chennaiyin         | Fine prestito |
| C        | Prasanth Karuthadathkuni |                    | Svincolato    |
| C        | Bryce Miranda            | Kerala Blasters    | Fine prestito |
| C        | Maheson Singh Tongbram   | Punjab FC B        | Definitivo    |
| A        | Wilmar Jordán Gil        | Chennaiyin         | Definitivo    |
| A        | Luka Majcen              |                    | Svincolato    |
| A        | Krishananda Singh        |                    | Svincolato    |
| A        | Bidyashagar Singh        |                    | Svincolato    |
| A        | Daniel Lalhlimpuia       |                    | Svincolato    |
| A        | Ranjeet Singh Pandre     | Punjab FC B        | Definitivo    |

### Mercato invernale
| Acquisti | Acquisti           | Acquisti    | Acquisti   |
| R.       | Nome               | da          | Modalità   |
| -------- | ------------------ | ----------- | ---------- |
| A        | Petros Giakoumakīs | Makedonikos | Definitivo |

| Cessioni | Cessioni        | Cessioni      | Cessioni   |
| R.       | Nome            | a             | Modalità   |
| -------- | --------------- | ------------- | ---------- |
| A        | Mushaga Bakenga |               | Svincolato |
| A        | Samuel Kynshi   | Rajasthan Utd | Prestito   |

## Risultati

### Indian Super League
| Arbitro: | Venkatesh R. |

|                     |           |                                            |
| Jesús Jiménez 90+2’ | Marcatori | 86’ (Rig.) Luka Majcen 90+5’ Filip Mrzljak |

| Arbitro: | Mohamed J. |

|                                      |           |                         |
| Nihal Sudeesh 28’ Leon Augustine 89’ | Marcatori | 90+6’ (A.g.) Ravi Kumar |

| Arbitro: | Ramdasan K. |

|                                      |           |  |
| Ezequiel Vidal 35’ Filip Mrzljak 71’ | Marcatori |  |

| Arbitro: | Mohamed J. |

|                         |           |  |
| Naorem Roshan Singh 43’ | Marcatori |  |

| Arbitro: | Mondal P. |

|                                       |           |                              |
| Luka Majcen 46’, 48’ Asmir Suljić 70’ | Marcatori | 30’, 90+9’ Wilmar Jordán Gil |

| Arbitro: | Venkatesh R. |

|                                         |           |                  |
| Armando Sadiku 22’ Iker Guarrotxena 49’ | Marcatori | 13’ Asmir Suljić |

| Arbitro: | Kumar Gupta R. |

|                    |           |                                            |
| Ivan Novoselec 88’ | Marcatori | 15’ Guillermo Fernández 18’ Néstor Albiach |

| Arbitro: | Mondal P. |

|  |           |                                                               |
|  | Marcatori | 45+1’ Ezequiel Vidal 53!Rig.’ Luka Majcen 84’ Mushaga Bakenga |

| Arbitro: | Kundu H. |

|                                   |           |  |
| Luka Majcen 58’ Filip Mrzljak 66’ | Marcatori |  |

| Arbitro: | Kumar A. |

|                           |           |                    |
| Javier Siverio 45+4’, 84’ | Marcatori | 46’ Ezequiel Vidal |

| Arbitro: | Purkayastha A. |

|                                                                                |           |                                     |
| Hijazi Maher 46’ PV Vishnu 54’ Suresh Meitei 60’ (A.g.) David Lalhlansanga 67’ | Marcatori | 21’ Asmir Suljić 39’ Ezequiel Vidal |

| Arbitro: | Kumar Gupta R. |

|                   |           |                                            |
| Ricky Shabong 12’ | Marcatori | 48’, 69’ Alberto 64’ (Rig.) Jamie Maclaren |

| Arbitro: | Mondal P. |

|  |           |                         |
|  | Marcatori | 44’ (Rig.) Noah Sadaoui |

| Arbitro: | Nagvenkar T. |

|                       |           |                           |
| Alaeddine Ajaraie 24’ | Marcatori | 82’ Khaiminthang Lhungdim |

| Arbitro: | Kumar A. |

|                   |           |                   |
| Luka Majcen 54+1’ | Marcatori | 58’ Nikos Karelīs |

| Arbitro: | Purkayastha A. |

|                    |           |                                         |
| Ezequiel Vidal 58’ | Marcatori | 41’ Pratik Chowdhary 48’ Javi Hernández |

| Arbitro: | Venkatesh R. |

|                                                             |           |                                    |
| Asmir Suljić 55’ (Rig.) Filip Mrzljak 79’ Luka Majcen 90+6’ | Marcatori | 49’ Édgar Méndez 90+2’ Rahul Bheke |

| Arbitro: | John C. |

|                                          |           |  |
| Jamie Maclaren 56’, 90’ Greg Stewart 63’ | Marcatori |  |

| Arbitro: | Kumar A. |

|                         |           |                          |
| Isak Vanlalruatfela 52’ | Marcatori | 45+2’ Petros Giakoumakīs |

| Arbitro: | Kundu H. |

|                                               |           |                 |
| Wilmar Jordán Gil 19’ (Rig.) Daniel Chima 84’ | Marcatori | 48’ Luka Majcen |

| Arbitro: | Venkatesh R. |

|                    |           |                                                                    |
| Ezequiel Vidal 62’ | Marcatori | 15’ Dīmītrīs Diamantakos 47’ Naorem Mahesh Singh 54’ Lalchungnunga |

| Arbitro: | Kumar A. |

|  |           |                 |
|  | Marcatori | 45’ Carl McHugh |

| Arbitro: | Mondal P. |

|                      |           |                                                           |
| Ramhlunchhunga 90+4’ | Marcatori | 41’ (A.g.) Alex Saji 56’ Luka Majcen 86’ Shami Singamayum |

| Arbitro: | Nathan S. |

|                                           |           |                                   |
| Marc Andre Schmerböck 58’ Robi Hansda 66’ | Marcatori | 9’ Ezequiel Vidal 53’ Luka Majcen |

#### Andamento in campionato
| Giornata  | 1 | 2 | 3 | 4 | 5 | 6 | 7 | 8 | 9 | 10 | 11 | 12 | 13 | 14 | 15 | 16 | 17 | 18 | 19 | 20 | 21 | 22 | 23 | 24 | 25 | 26 |
| --------- | - | - | - | - | - | - | - | - | - | -- | -- | -- | -- | -- | -- | -- | -- | -- | -- | -- | -- | -- | -- | -- | -- | -- |
| Luogo     | T | C | C | X | T | C | T | C | T | X  | C  | T  | T  | C  | C  | T  | C  | C  | C  | T  | T  | T  | C  | C  | T  | T  |
| Risultato | V | V | V | X | P | V | P | P | V | X  | V  | P  | P  | P  | P  | N  | N  | P  | V  | P  | N  | P  | P  | P  | V  | N  |
| Posizione | 3 | 3 | 2 | 2 | 4 | 2 | 3 | 5 | 4 | 4  | 3  | 4  | 7  | 8  | 8  | 8  | 8  | 9  | 8  | 9  | 9  | 9  | 11 | 11 | 10 | 10 |

Legenda:

Luogo: C = Casa; T = Trasferta. Risultato: V = Vittoria; N = Pareggio; P = Sconfitta.

### Super Cup

#### Ottavi di finale
| Bhubaneswar 21 aprile 2025, ore 16:30 UTC+5:30                                          | Odisha    | 0 – 3 referto                                         | Punjab FC | Kalinga Stadium (4 932 spett.) |
| \| \| \| \| \| \| Marcatori \| 14’ Asmir Suljić 69’ Ezequiel Vidal 90’ Nihal Sudeesh \| |           |                                                       |           |                                |
|                                                                                         |           |                                                       |           |                                |
|                                                                                         | Marcatori | 14’ Asmir Suljić 69’ Ezequiel Vidal 90’ Nihal Sudeesh |           |                                |

#### Quarti di finale
| Bhubaneswar 26 aprile 2025, ore 16:30 UTC+5:30                                              | FC Goa    | 2 – 1 referto      | Punjab FC | Kalinga Stadium (1 159 spett.) |
| \| \| \| \| \| Borja Herrera 89’ Mohammad Yasir 90+3’ \| Marcatori \| 57’ Ezequiel Vidal \| |           |                    |           |                                |
|                                                                                             |           |                    |           |                                |
| Borja Herrera 89’ Mohammad Yasir 90+3’                                                      | Marcatori | 57’ Ezequiel Vidal |           |                                |

### Durand Cup
| Arbitro: | Joy Koshy |

|  |           |                                           |
|  | Marcatori | 21’, 58’ Luka Majcen 77’ (Rig.) Vinit Rai |

| Arbitro: | Senthil Nathan S |

|                    |           |                   |
| Mohammed Aimen 56’ | Marcatori | 45+2’ Luka Majcen |

| Arbitro: | Senthil Nathan S |

|                                                       |           |  |
| Mushaga Bakenga 62’, 90+8’ (Rig.) Filip Mrzljak 90+2’ | Marcatori |  |

#### Andamento in campionato
| Giornata  | 1 | 2 | 3 |  |
| --------- | - | - | - |  |
| Luogo     | T | T | C |  |
| Risultato | V | N | V |  |
| Posizione | 2 | 2 | 2 |  |

Legenda:

Luogo: C = Casa; T = Trasferta. Risultato: V = Vittoria; N = Pareggio; P = Sconfitta.

#### Quarti di finale
| Arbitro: | Mrutyunjay L Amatya |

|                                                      |                      |                                                             |
| Greg Stewart 44’ Manvir Singh 48’ Jason Cummings 79’ | Marcatori            | 17’ (Rig.) Luka Majcen 63’ Filip Mrzljak 71’ Ezequiel Vidal |
| Cummings Manvir Colaco Petratos Stewart Bose Aldred  | Tiri di rigore 6 – 5 | Rai Vidal Bakenga Mrzljak Novoselec Assisi Denechandra      |